# Iphiaulax scutellaris
Iphiaulax scutellaris är en stekelart som beskrevs av Szepligeti 1913. Iphiaulax scutellaris ingår i släktet Iphiaulax och familjen bracksteklar. Inga underarter finns listade i Catalogue of Life.